# Ромул и Рем
Ро́мул и Рем (лат. Romulus et Remus; согласно классической версии античной традиции, оба родились в 771 году до н. э., Рем погиб в апреле 754/753 года до н. э., Ромул пропал без вести 7 июля 716 года до н. э.) — легендарные братья-близнецы, основатели города Рима. По преданию, они принадлежали к роду царей Альба-Лонги и были детьми весталки Реи Сильвии и (по одной из версий) бога Марса. Родились в результате тайной и противозаконной связи, были брошены на берегу реки, где их выкормила волчица. Повзрослев, Ромул и Рем вернули власть над родным городом своему деду, царю Нумитору, а сами решили основать новую общину. Они не договорились о месте для города и о разделе власти, а потому рассорились; в результате Ромул убил Рема. После этого Ромул основал город, названный в его честь Римом (лат. Roma [ˈroːma]), и стал первым его царём (в 754/753 году до н. э.). При нём был учреждён сенат, граждане были поделены на патрициев и плебеев, на патронов и клиентов, были сформированы первые легионы. Чтобы расширить общину, Ромул раздавал гражданство бродягам, преступникам и беглым рабам, организовал похищение сабинянок. Несколько лет его соправителем был сабинянин Тит Таций. Ромул одержал ряд военных побед и подчинил Риму соседние общины. После долгого правления он, согласно мифам, вознёсся на небо или был убит сенаторами.
В историческую эпоху Ромул почитался римлянами как основатель их города и обожествлялся под именем Квирин. С его именем связывали возникновение ключевых военно-политических и культурных институтов. В современной науке считается, что Ромул и Рем — мифические персонажи-эпонимы, легенда о которых возникла под влиянием греческой культуры. Кроме того, Ромул был популярным персонажем живописи Нового времени — в частности, в связи с сюжетом о похищении сабинянок.

## Биография

### Происхождение и ранние годы
Античная традиция называет Ромула и Рема потомками Энея. Этот герой греческой мифологии, сын Анхиза и богини Венеры, принадлежал к роду троянских царей и после взятия Трои ахейцами бежал на запад, в Италию, где основал город Лавиний. Его сын Асканий стал основателем и первым царём города Альба-Лонга.
Существовали разные версии генеалогии близнецов: источники Плутарха называют Ромула и Рема сыновьями Энея от Дексифеи, дочери Форбанта, внуками Энея через его дочь от Лавинии Эмилию или даже сыновьями Латина, сына Телемаха (сына Одиссея), от троянки Ромы. Сам Плутарх считал наиболее правдоподобной версию, согласно которой Ромул и Рем были отдалёнными потомками Энея через царей Альба-Лонги. Тит Ливий перечисляет предков в четырнадцати поколениях, отделявших Ромула и Рема от Аскания.
Дед близнецов, царь Альба-Лонги Нумитор, был свергнут собственным братом Амулием. Последний сослал низложенного царя, убил его сына, а дочь по имени Илия или Рея Сильвия сделал весталкой и обрёк таким образом на безбрачие. Тем не менее вскоре девушка забеременела. По самой древней версии, она зачала от бога Марса, по более поздним альтернативным версиям — от какого-то смертного (Ливий пишет о насилии) либо от демона. Амулий хотел казнить племянницу, но прислушался к мольбам своей дочери Анто и ограничился тем, что отправил беременную весталку в тюрьму. Когда она родила двух мальчиков-близнецов, царь приказал бросить младенцев в Тибр. Было время паводка, так что раб, которому это было поручено, оставил корзину с детьми на мелководье; она поплыла было по течению, но зацепилась за ветви смоковницы, посвящённой Румине — богине вскармливания новорождённых. Пришедшая на водопой волчица накормила мальчиков своим молоком, а дятел (птица, посвящённая Марсу) принёс им немного еды в клюве. Свидетелями этого чуда стали царские пастухи, жившие на холме Палатин. Один из них, Фаустул, унёс детей к себе домой.
Фаустул и его жена, Акка Ларенция, решили воспитывать найдёнышей вместе со своими двенадцатью сыновьями. Близнецы получили имена Ромул и Рем («от слова, обозначающего сосок, ибо впервые их увидели сосавшими волчицу»). Известно, что они научились грамоте в городе Габии, а позже росли на Палатине вместе с тамошней молодёжью. Братья выделялись красотой, физической силой, стремлением руководить другими. Они возглавляли сверстников в их борьбе с разбойниками, совершавшими набеги на холмы над Тибром; в ряде случаев они сами действовали как разбойники или принимались за таковых. В одной из стычек Рем попал в плен к пастухам Нумитора и предстал перед царём Амулием. Тот, вынеся смертный приговор, отправил его к брату на казнь, но Нумитор догадался, что перед ним не простой пастух. Расспросив Рема об обстоятельствах, связанных с его рождением, бывший царь узнал в нём собственного внука. Рем получил от деда воинский отряд, а Ромул тем временем, собрав пастухов, разбойников и беглых рабов, привёл к Альба-Лонге целое войско. Действуя совместно, братья взяли город штурмом. Амулий погиб в схватке от руки Ромула, и Нумитор вернулся на престол.

### Братоубийство и основание Рима
Вернув власть деду, Ромул и Рем решили основать новую общину. Среди их сторонников было много беглых рабов и преступников, которых жители Альба-Лонги не хотели принимать в свою среду, а распускать войско близнецы не хотели: в этом случае они потеряли бы только что обретённое могущество. Поэтому Ромул и Рем решили построить новый город в тех местах, где когда-то их выкормила волчица. Однако они не смогли прийти к единому решению о том, где именно начинать строительство (Ромул был за холм Палатин, Рем за холм Авентин), как будет называться город (Рома или Ремория соответственно) и кто из них будет там править. По совету Нумитора близнецы прибегли к птицегаданию (ауспиции). Рем первым увидел счастливое предзнаменование — шесть парящих коршунов; знамение для Ромула запоздало, но выглядело более внушительным — это были двенадцать коршунов. Каждый из братьев был уверен, что боги высказались в его поддержку, и в результате разногласия переросли в открытый конфликт.
Ромул начал копать ров, чтобы обозначить границы своего города. Рем постоянно издевался над братом и мешал ему работать. Однажды он перепрыгнул через ров, по-видимому, совершив таким образом святотатство, и тут же был убит. Его ударил мечом или сам Ромул, или друг Ромула по имени Целер; в той же стычке погибли Фаустул и его брат Плистин. Ромул, осознав случившееся, пришёл в отчаяние и хотел было отказаться от планов строительства города, но Акка Ларенция убедила его продолжить работу. Сразу после погребения Рема (оно состоялось на Авентине) на Палатине был основан новый город, получивший название Roma (Рим). Это событие античные авторы датируют одиннадцатым днём до майских календ, то есть 21 апреля. Согласно «эре Варрона», это был 754 или 753 год до н. э.
Рим был основан в соответствии с этрусскими обычаями. Сначала была вырыта круглая яма, куда сложили «первины всего, что люди признали полезным для себя в соответствии с законами, и всего, что сделала необходимым для них природа», и куда каждый гражданин будущего города бросил горсть земли. Эта яма стала центром большого круга, по границам которого основатели пропахали борозду, обозначив таким образом священную границу Рима («померий»). Внутри этой границы оказался не только Палатин, но и соседний двуглавый холм — Капитолий. Народное собрание провозгласило Ромула царём. Ромул окружил себя двенадцатью ликторами, издал первые законы; чтобы заселить обширную территорию внутри померия, он объявил рощу между холмами «убежищем» и начал предоставлять гражданские права стекавшимся в его город преступникам, беглым рабам и прочим искателям счастья.
Граждан Рима царь поделил на патрициев и плебеев. К первой группе он отнёс сто «лучших граждан», которые заседали в царском совете, получившем название «сенат». Сам Ромул стал первым в истории Рима магистратом и создал таким образом три основообразующих элемента Римской республики: сенат, магистратуры и народное собрание. Ему приписывают также создание системы патроната и формирование первых легионов, включавших по три тысячи пехотинцев и триста всадников; таким образом, всадническое сословие появилось тоже при нём.

### Похищение сабинянок
Молодое римское государство сразу столкнулось с серьёзной проблемой. Число граждан быстро росло, но это были почти исключительно бессемейные мужчины, а окрестные общины не хотели отдавать римлянам своих девушек, поэтому Ромул решил организовать масштабное похищение. Он пригласил жителей соседних сабинских городов с их жёнами и дочерьми на праздник, посвящённый богу Консу. В самый разгар торжеств царь дал условный сигнал, услышав который, римляне начали хватать незамужних девушек и уносить их за городские стены. Разные источники сообщают о 30, 527 или 683 похищенных сабинянках, из которых замужней оказалась только одна — Герсилия. Похитители взяли их в жёны.
Ромул обратился к сабинянам с предложением признать заключённые браки и жить в мире, но получил отказ. Царь соседнего города Ценина по имени Акрон немедленно двинулся походом на Рим; Ромул разбил ценинцев, Акрона убил в поединке, а Ценину взял штурмом. Жители этого города были переселены в Рим.
Одержав эту победу, Ромул взял штурмом города Фидены, Крустумерия и Антемна. Однако остальные сабиняне собрали большую армию во главе с Титом Тацием и смогли занять крепость на Капитолии благодаря предательству Тарпеи — дочери коменданта. Между тибрскими холмами произошла большая битва, в которой обе стороны сражались с крайним ожесточением. Сам Ромул был ранен камнем в голову. Римляне обратились было в бегство, но их остановило вмешательство самого Юпитера. Наконец, в решающий момент в самую гущу схватки бросились похищенные сабинянки, которые остановили бой и помирили отцов и братьев с мужьями. Тут же был заключён договор, согласно которому замужние женщины в Риме освобождались от домашней работы (за исключением прядения шерсти), мужчины-сабиняне селились рядом с римлянами и получали равные гражданские права, а Тит Таций становился соправителем Ромула. Соответственно увеличилось число воинов в легионе (до шести тысяч шестисот) и число сенаторов (до двухсот). Все граждане были поделены на три трибы, получившие названия Рамны (в честь Ромула), Татии (в честь Тита) и Лукеры (либо в честь рощи, обладавшей правами «убежища», либо в честь этрусского бога Лукумона). Каждая триба состояла из десяти курий, названных по именам похищенных сабинянок.
Совместное правление Ромула и Тация продолжалось четыре года, пока последний не был убит жителями Лаврента. В последующие годы Ромул взял штурмом и заселил Камерию, разбил войско города Вейи. Один из источников Плутарха утверждал, будто в решающем сражении царь лично убил семь тысяч врагов. После смерти Нумитора Ромул подчинил Альба-Лонгу власти своего наместника; на завоёванных территориях он раздавал земли плебсу, не считаясь с интересами знати, и этим вызвал недовольство патрициев.

### Исчезновение Ромула
Правление Ромула продолжалось тридцать шесть или тридцать семь лет. Однажды, в ноны квинтилия (7 июля), когда царь проводил очередной смотр войск на поле у Козьего болота, произошло солнечное затмение, и на некоторое время наступила полная темнота; после возвращения дневного света римляне увидели, что царь бесследно исчез. Сенаторы объявили, что Ромула забрали на небо боги, а в народе появился слух, будто патриции воспользовались темнотой, чтобы убить царя, а потом разодрали его тело на части и тайком унесли. Из-за этого могли начаться серьёзные внутренние распри, но вскоре один из друзей Ромула по имени Прокул Юлий объявил, что видел исчезнувшего царя на дороге из Альба-Лонги в Рим. Ромул рассказал ему, что действительно взят на небо и что сам стал богом под именем Квирин; он передал римлянам, что их город будет господствовать над миром, а потом поднялся на небо на глазах у Прокула. С этого момента начал свою историю культ бога Квирина.

### Потомки
Согласно данным Зенодота Трезенского, на которого ссылается Плутарх, Герсилия (единственная из похищенных сабинянок, оказавшаяся замужней) стала женой Ромула и родила ему дочь Приму и сына Авилия. Впрочем, тот же Плутарх сообщает, что многие античные авторы не были согласны с Зенодотом. По альтернативной версии, Герсилия стала женой не Ромула, а Гостия Гостилия, «одного из знатнейших римлян», и её внук, Тулл Гостилий, стал третьим царём Рима. В историографии существует гипотеза о том, что Гостий — искусственно созданный кем-то из античных авторов «двойник» Ромула и что Тулл был или считался внуком последнего.
О судьбе Примы сохранившиеся источники ничего не сообщают.

## Формирование античной традиции о Ромуле и Реме
Рождение и юность Ромула и Рема (вплоть до свержения ими Амулия в Альба-Лонге) подробнее всего описаны у двух греческих авторов — Дионисия Галикарнасского и Плутарха. Последний сообщает, что «самая правдоподобная и подкреплённая наибольшим числом свидетельств версия» этой истории принадлежит греку Диоклу Пепарефскому — первому писателю, взявшемуся за эту тему (по альтернативным данным, первым был другой грек, Каллеб Сиракузский). «Почти без изменений» рассказ Диокла воспроизвёл древнейший римский историк, старший анналист Квинт Фабий Пиктор, а потом этому рассказу следовал сам Плутарх, использовавший также текст Пиктора. Дионисий ссылается только на Пиктора, добавляя, что у последнего заимствовали информацию Луций Цинций Алимент, Марк Порций Катон Цензор, Луций Кальпурний Пизон Фруги и другие; по-видимому, Дионисий, так же как Тит Ливий, опирался на труды разных анналистов.
Диокл, живший не позже середины III века до н. э., мог написать о Ромуле и Реме в своём «сочинении о святилищах героев», которое Плутарх упоминает в «Греческих вопросах». Об источниках Диокла ничего не известно. Бартольд Нибур в начале XIX века предположил, что такими источниками могли стать римские народные сказания, но позже эта гипотеза была признана ошибочной. Выдвигались также версии, что Диокл опирался на Пиктора, а не наоборот; что Плутарх упомянул Диокла, но труд его не использовал; что в основе рассказа Диокла лежит сюжет трагедии Еврипида «Ион». В этой пьесе тоже фигурирует сын бога и смертной женщины, который уже взрослым узнаёт о своём происхождении.
Сообщения Дионисия, Плутарха и Ливия не противоречат друг другу, расходясь только в ряде деталей (например, у Дионисия не упоминается дятел, а значит, и у анналистов эта птица не фигурирует); таким образом, все они восходят к одному основному источнику — предположительно к Диоклу. Упоминаются и две альтернативные версии. Согласно Промафиону, написавшему историю Италии, в Альба-Лонге правил жестокий царь по имени Тархетий, и однажды из его очага «восстал мужской член». Прорицатели объяснили царю, что его дочь должна «сочетаться» с этим фаллосом, и от этого брака родится доблестный герой, но царевна послала вместо себя служанку. Разгневанный царь приказал убить родившихся у этой служанки близнецов, а дальше события развивались, как в классическом варианте легенды. Согласно другому источнику Плутарха, оставшемуся неизвестным, Ромул и Ром были сыновьями Энея и родились за пределами Италии. Эти две версии не имели серьёзного влияния на античную литературу.
Античные писатели, разрабатывавшие классический вариант истории о Ромуле и Реме, дают новую оценку фактам — в первую очередь легендарной составляющей сюжета. Например, об отцовстве Марса Плутарх предпочёл вообще промолчать. Дионисий пишет, что дочь Нумитора была кем-то изнасилована в священной роще (возможно, Амулием или одним из своих женихов, влюблённым в неё с детства) и что большинство предпочитает верить в сказки. Ливий тоже сообщает о насилии и пишет, что весталка «объявила отцом Марса — то ли веря в это сама, то ли потому, что прегрешенье, виновник которому бог, — меньшее бесчестье». Наконец, Страбон ограничивается следующими словами: «Миф утверждает, что дети родились от Ареса».
О волчице эти авторы пишут с несколько меньшим скепсисом. Дионисий без каких-либо оговорок рассказывает, как Ромул и Рем напились волчьего молока, и только существенно ниже приводит альтернативную версию, основанную на двух значениях слова lupa — «волчица» и «распутная женщина» (в этом случае детей накормила своим молоком Акка Ларенция, зарабатывавшая проституцией). Плутарх тоже пишет о двух версиях, добавляя, что терминологическая путаница могла «повернуть предание в сторону чистой сказки». Ливий предваряет сообщение о волчице словом «рассказывают» и уточняет, что Акка Ларенция «отдавалась любому», почему и получила своё прозвище. Именно ливиев вариант изложения легенды считался классическим уже в античности; по словам исследователя Сергея Ковалёва, он «достаточно лаконичен, но не лишён ярких моментов».
Альтернативные детали сообщают римские поэты. Гней Невий, по-видимому, первым назвал мать Ромула и Рема дочерью Энея, а Квинт Энний дал ей имя Илия. Предположительно он это имя придумал как производное от второго названия Трои — Илион. Энний первым ввёл в повествование Руминальскую смоковницу, а волчица согласно его поэме жила в пещере Марса. Илия в его изложении была брошена в Тибр вместе с детьми и стала женой бога реки Аниен. Овидий подробнее, чем другие авторы, пишет о зачатии Ромула и Рема: он рассказывает, что весталка Илия пришла на берег реки за водой, решила отдохнуть и уснула; ей приснились два выросших дерева, которые Амулий хотел срубить и на защиту которых встали волк и дятел. Спустя десять месяцев Илия родила двойню, причём статуя Весты во время родов закрыла лицо руками.
Все античные авторы вне зависимости от того, как они относились к легендарным деталям, были уверены в том, что Ромул и Рем — реально существовавшие исторические деятели. Известно, что Марк Теренций Варрон попросил своего друга, астролога Тарутия, рассчитать дату рождения Ромула и Рема, исходя из их судьбы. Тот, по словам Плутарха, «весьма отважно и уверенно объявил, что основатель Рима был зачат в первый год второй олимпиады, в двадцать третий день египетского месяца хеака, в третьем часу, в миг полного затмения солнца, родился в двадцать первый день месяца тоита на утренней заре, а Рим основал в девятый день месяца фармути между вторым и третьим часом». Таким образом, зачатие было датировано декабрём 772 года до н. э., а рождение сентябрём 771 года до н. э. Основание Рима Варрон датирует третьим годом шестой олимпиады, то есть 754/753 годом до н. э. Эта дата («Варронова эра») стала общеупотребительной, но были и другие варианты. Тимей из Тавромения пишет про «38 лет до первой олимпиады» (814 год до н. э.), Катон Цензор — про «432 года после Троянской войны» (752 год до н. э.), Полибий, Диодор Сицилийский и Марк Туллий Цицерон — про второй год седьмой олимпиады (752/751 год до н. э.), Фабий Пиктор про первый год восьмой олимпиады (748 год до н. э.), Цинций Алимент — про четвёртый год двенадцатой олимпиады (729/728 год до н. э.).

## Память о Ромуле и Реме

### Античность: политика и литература
Ромула в Риме почитали как основателя города. Впоследствии почётные титулы «второй основатель Рима» и «третий основатель Рима» получили Марк Фурий Камилл и Гай Марий соответственно: один из них настоял на восстановлении города после галльского нашествия (многие римляне тогда предлагали переселиться в Вейи), а другой разгромил угрожавших городу германцев.
С именем Ромула связывали возникновение ряда основополагающих для Рима политических институтов: сената, патрициата, всадничества, системы патроната, военной системы. Он считался первым триумфатором, поскольку, победив царя ценинцев Акрона и разгромив его войско, прошёл по улицам Рима в нарядной одежде и с лавровым венком на голове, держа на правом плече ствол дуба, на котором были развешены доспехи врага. В последующие времена трофей такого рода, доспехи командира вражеской армии, побеждённого в поединке римским командующим (spolia opima), считался особо почётной добычей и подносился в дар Юпитеру-Феретрию. После Ромула только двое римлян захватили такую добычу: Авл Корнелий Косс, убивший в 437 году до н. э. царя города Вейи Ларса Толумния, и Марк Клавдий Марцелл, который в 222 году до н. э. победил царя инсубров Вертомара (Бритомарта). По образцу победного шествия Ромула организовывались все триумфы последующих эпох. Основным отличием было то, что первый царь прошёл по Риму пешим, а более поздние триумфаторы ехали в колеснице.
В связи с историей о птицегадании перед основанием города римляне считали Ромула первым авгуром и основателем соответствующей жреческой коллегии. Жезл (литуус), с помощью которого он расчерчивал небо, хранился как реликвия и считался утраченным во время галльского нашествия 390 года до н. э., но позже был найден в пепле, причём огонь его не тронул. Некоторые источники приписывают Ромулу создание коллегии весталок, хотя по самой распространённой версии античной традиции весталкой была уже его мать. С Ромулом связывают и возникновение жреческой коллегии арвальских братьев, состоявшей из двенадцати человек: предполагалось, что изначально это были двенадцать сыновей Фаустула и Акки Ларенции и что место одного из них, рано умершего, занял будущий основатель Рима.
Древнейшими святынями города считались в историческую эпоху «хижина Ромула», «гробница Ромула», Руминальская смоковница, под ветвями которой была найдена корзина с новорождёнными близнецами, дерево, выросшее на Палатине из брошенного Ромулом копья. Существовала также гробница Рема на Авентине. Ромулу приписывалось строительство древнейшего храма Юпитера Статора («Останавливающего»); согласно легенде, храм появился на том месте, где Юпитер остановил бегущую римскую армию во время решающего сражения с сабинянами. С именем первого царя римляне связывали многие обряды, истинный смысл которых стал непонятен в историческую эпоху. Это бег обнажённых юношей вокруг Палатина в день луперкалий (считалось, что этим путём пробежали Ромул и Рем, празднуя свержение Амулия), свадебные крики «Талассий!» (их связывали с похищением сабинянок), праздник поплифугий («народного бега»), возникновение которого объясняли всенародными поисками Ромула после его исчезновения. Праздник мёртвых лемурии связывали с гибелью Рема, полагая, что изначально он назывался ремурии.
Персонализированного культа Ромула не существовало, либо он заглох в самом начале: римляне испытывали традиционную антипатию к царской власти в частности и к сильной личной власти вообще. По этой причине и культ Квирина не имел большого значения в рамках римской религии. Вместо этого Ромул встраивался в постепенно формировавшийся миф о Риме как уникальном городе, которому предначертано властвовать над всем миром. Имя первого царя активно использовалось в политической пропаганде эпохи гражданских войн. Как создатель государственной системы, в рамках которой «лучшие граждане» осуществляли в патриархальном духе опеку над обществом, Ромул мог считаться идеальным оптиматом. В один ряд с ним ставил себя Луций Корнелий Сулла, проводивший консервативные реформы, а враг Суллы Марк Эмилий Лепид у Саллюстия называет своего оппонента «горе-Ромулом» (лат. Scaevus Romulus). Гай Юлий Цезарь (тоже потомок Энея и царей Альба-Лонги) активно использовал образ Ромула для самовозвеличивания: он поставил свою статую в храме Квирина, а игры в честь победы при Мунде (45 год до н. э.) организовал 21 апреля, в день парилий, как будто именно он был основателем города.
Затянувшиеся гражданские войны заставили многих римских интеллектуалов искать причины этого бедствия в прошлом. Такая причина была найдена в братоубийстве, совершённом при основании города. О попрании Ромулом братских чувств и человечности пишет Цицерон, но в законченном виде идея о том, что римляне расплачиваются за грех их первого царя, выражена в одном из «Эподов» Горация:

                  Куда, куда вы валите, преступники,

                       Мечи в безумье выхватив?!

                  Неужто мало и полей, и волн морских

                       Залито кровью римскою…

                  Ни львы, ни волки так нигде не злобствуют,

                       Враждуя лишь с другим зверьём!

                  Ослепли ль вы? Влечёт ли вас неистовство?

                       Иль чей-то грех? Ответствуйте!

                  Молчат… И лица все бледнеют мертвенно,

                       Умы — в оцепенении…

                  Да! Римлян гонит лишь судьба жестокая

                       За тот братоубийства день,

                  Когда лилась кровь Рема неповинного,

                       Кровь правнуков заклявшая.
— Квинт Гораций Флакк. Эподы, 7.
Отцом был ты для мира давно.

Так величают тебя на земле, как Юпитера в горнем

Небе: ты людям отец, он же — небесным богам.

Ромул, ему уступи: это он неприступными сделал

Стены, которые Рем мог и прыжком одолеть.

Татия ты покорил, Куры малые, как и Ценину;

Риму при нашем вожде солнце сияет везде.

Ты, уж не знаю какой, обладал неприметной земелькой, —

Всем, что под небом лежит, Цезарь овладеет теперь.

Ты похититель, — а он целомудрия жён охранитель;

Ты нечестивцев спасал, — искореняет он зло;

Ты за насилье стоял, — соблюдает Цезарь законы;

Ты над отчизной царил, — первоначальствует он.

Рем обвиняет тебя, а он и врагов извиняет,

Бог ты по воле отца, богом он сделал отца.

Овидий. Фасты, II, 130—144.
С Горацием полемизирует Вергилий. Говоря о гражданских войнах в конце первой книги «Георгик», он находит причину этого бедствия в «пятне Лаомедонтовой Трои», списывая таким образом вину на отдалённых предков Ромула. Последний же оказывается в числе богов (наряду с Вестой и индигетами), которых поэт просит «не возбранять» приёмному сыну Цезаря Октавиану «одолеть злоключения века», то есть установить мир. Октавиан не раз открыто отождествлял себя с основателем Рима — когда поставил свой дом на Палатине рядом с хижиной Ромула, когда построил заново храм Юпитера Феретрия и восстановил святилище волчицы внутри Палатинского холма (Луперкал) или когда реорганизовал жреческую коллегию арвальских братьев и сам стал её членом. Восстановление им Республики и гражданского мира оценивалось современниками как второе основание государства, а потому, подбирая для себя новое имя в 27 году до н. э., Октавиан рассматривал вариант Ромул. Это имя было отвергнуто из-за нежелательных ассоциаций с царской властью и братоубийством. Впрочем, выбранный Октавианом вариант Август тоже вызывал воспоминание о Ромуле, основавшем Рим по предначертанию богов (augusto augurio). Позже Овидий счёл необходимым доказать, что Август превзошёл Ромула как завоеватель, политик и защитник законов.

### Античность: изобразительное искусство
Ставший знаменитым сюжет о волчице и сосущих её вымя близнецах впервые нашёл своё художественное воплощение на римско-кампанских монетах конца IV — начала III века до н. э. В ту же эпоху, в 296 году до н. э., курульные эдилы Римской республики Гней и Квинт Огульнии Галлы поставили изваяния Ромула и Рема у Руминальской смоковницы. Сохранился ряд изображений волчицы. Это мраморные рельефы — на стене храма Венеры (эпоха Адриана), на алтаре в Остии, на надгробиях Юлия Рафионина, Марка Цецилия Руфа, Волузии Примы (конец I века н. э.) и другие; бронзовая статуэтка и медальон, хранящиеся в Британском музее; изображения на монетах (денарий без имени монетария, отчеканенный примерно в 104 году до н. э., бронзовые монеты Нерона, серебряные монеты Гальбы и Веспасиана и другие). В некоторых случаях волчица изображена только с одним младенцем.
Долгое время считалось, что бронзовое изваяние волчицы, кормящей близнецов («Капитолийская волчица»), тоже было создано в античную эпоху, в конце IV — начале III века до н. э. Однако позже выяснилось, что фигуры Ромула и Рема были добавлены только в XV веке, а исследования 2008—2012 годов показали, что изображение волчицы создано в XI—XII веках.
Гадание Ромула и Рема по птицам изображено на рельефе на стене храма Квирина, похищение сабинянок — на рельефе в Эмилиевой базилике, отстроенной заново в I веке до н. э., а также на монетах, отчеканенных Титурием Сабином (I век до н. э.), на римском саркофаге, датируемом третьей четвертью II века н. э. Гай Меммий, Антонин Пий и Коммод чеканили монеты с изображением головы Ромула.

### Средние века
В эпоху Средневековья распространённость античных литературных произведений радикально уменьшилась, и соответственно понизился уровень знаний об истории и мифологии Рима. Для христианских писателей эта тема оставалась востребованной, но её разрабатывали, преследуя специфические цели. Характерным примером является «История против язычников» Павла Орозия (V век). Орозий стремился показать, что дохристианская история представляет собой вереницу войн и бедствий ещё более жестоких, чем Великое переселение народов; точкой отсчёта для него стало совершённое при основании Рима братоубийство, позволявшее осудить всю историю античности. По словам Орозия, Ромул «освятил царство кровью деда, стены — кровью брата, храм — кровью тестя». Суровости оценок способствовал тот факт, что Орозий вслед за Ливием спутал Нумитора с Амулием: он был уверен, что Ромул и Рем убили не узурпатора, а родного деда.
О братоубийстве пишет и Блаженный Августин. Для него это злодейство, отразившееся на будущем всего Рима и доказывающее, что языческие боги не являются истинными богами. В другой главе своего трактата «О граде Божьем» Августин называет великой несправедливостью похищение сабинянок, с сарказмом комментируя высказывание Саллюстия о римских нравах («Право и справедливость зиждились на велении природы в такой же мере, в какой и на законах»).
Сюжеты, связанные с биографиями Ромула и Рема, иногда использовались средневековыми художниками — в частности, при иллюстрировании Библии и исторических хроник. Особенное мастерство демонстрировали французские иллюстраторы. Около 1250 года был создан манускрипт с текстом Библии для короля Франции Людовика IX Святого, около 1370 года — рукописное издание «Истории Рима от основания города» Тита Ливия в переводе на французский Пьера Берсюира. В иллюстрациях к ним художники-монахи изобразили основание Рима, убийство Рема Ромулом, похищение сабинянок, войну между Римом и сабинянами.
В эпоху Возрождения интерес к Ромулу и Рему повысился. Франческо Петрарка включил биографию первого царя Рима в свой труд «О знаменитых мужах», а Джованни Боккаччо в книге «О знаменитых женщинах» написал о похищении сабинянок, причём выступил в защиту прав женщин. Повышенное внимание к сюжетам, связанным с основанием Рима, проявлял правящий класс Флорентийской республики, считавший себя прямым наследником римского нобилитета. С начала XV века изображения на такие сюжеты часто украшали кассоне — свадебные сундуки. Сцену похищения сабинянок в эту эпоху, как правило, объединяли со сценой празднества, участники которого носили одежду современной художнику эпохи.

### Раннее Новое время
Начиная с XVI века история Ромула и Рема была одной из важных тем для западноевропейской масляной живописи. Эпизод с волчицей запечатлели Джулио Романо и Питер Пауль Рубенс, эпизод с Фаустулом — Пьетро да Кортона (около 1643 года) и Никола Миньяр (1654). Сюжет о похищении сабинянок стал особенно популярным у художников эпохи барокко. К нему обращались Содома (около 1525 года), Фредерик ван Валькенборх (начало XVII века), Пьетро да Кортона (1629), Рубенс (1635/1640), Никола Пуссен (две картины, о похищении и о примирении, 1637), Пьетро Либери (1641), Гверчино (о примирении, 1645), Лука Джордано (1680/1685), Антонио Молинари (конец XVII века), Себастьяно Риччи (1702/1703), Николо Бамбини (начало XVIII века), Франсуа-Андре Венсана (о примирении, 1781). Фрески на эту тему украсили стены Палаццо Веккьо, Палаццо Боргезе. Самая известная обработка сюжета принадлежит кисти Жака-Луи Давида (1799), который ориентировался на Пуссена. Он изобразил сцену примирения: на переднем плане его картины Герсилия стоит между своим отцом Титом Тацием и мужем Ромулом, не позволяя им броситься друг на друга с оружием.
Антуан Удар де Ламотт в 1722 году написал трагедию «Ромул», в которой заглавный герой побеждает Тита Тация и женится на Герсилии. У немецкого писателя Августа Лафонтена заглавный герой романа «Ромул» (1803 год) проходит путь от ребёнка-подкидыша до царя, обретает дружбу сабинянина Силия и любовь всё той же Герсилии.
Основатель Рима стал героем ряда опер. Это «Ромул и Рем» Франческо Кавалли (1645), «Похищение сабинянок» Антонио Драги (1674). В XVIII веке наибольший успех снискали три оперы на эту тему: «Ромул» Маркантонио Чиани (1702), «Ромул и Рем» Джованни Порта (1720) и «Ромул и Гестилия» Иоганна Адольфа Хассе (1765). В последнем случае автором либретто был Пьетро Метастазио.

### XIX—XXI века
В XIX веке художники продолжали обращаться к биографии Ромула. Жан Огюст Доминик Энгр в 1812 году изобразил его победу над Акроном, Кристоф Фезель (1801), Франсиско Прадилья, Оскар Ларсен и Гётц фон Зеккендорф (начало XX века) разрабатывали сюжет с сабинянками. На этом фоне выделяется цикл картин и эскизов Пабло Пикассо, созданный в 1962—1963 годах. В нём похищение женщин изображено как грубый и агрессивный сексуальный акт. Добавляя детали вроде велосипеда или красной якобинской шапки, Пикассо подчёркивает вневременной характер происходящего.
Появлялись многочисленные музыкальные обработки сюжета: «Похищение сабинянок» Николо Дзингарелли (1800), «Сабинянки в Риме» (балет Сальваторе Вигано, 1821), «Рем и Ромул» Генриха Бёрка (1829), «Сабинянки» Лауро Росси (1851), «Герсилия» Джованни Чезаре Паскуччи (опера-буфф, 1882), «Сабинянки в Риме» Эдгара Кронеса (1891). На первом плане в большинстве этих произведений были не Ромул с братом, а сабинянки.
В XX веке близнецы стали героями нескольких художественных фильмов. Это пеплумы «Ромул и Рем» Серджо Корбуччи 1961 года (Ромула в нём играет Стив Ривз, Рема — Гордон Скотт) и «Похищение сабинянок» Ришара Потье, тоже 1961 года (в роли Ромула Роджер Мур), комедия Марио Кастеллаччи «Рем и Ромул — история двух сыновей волчицы» 1976 года (в заглавных ролях Энрико Монтесано и Пиппо Франко). Ив Суссман в 2005 году сняла фильм «Похищение сабинянок», в котором действие перенесено в 1960-е годы. В январе 2019 года на экраны вышла историческая драма Маттео Ровере «Первый правитель», в которой Ромула и Рема играют Алессио Лапиче и Алессандро Борги соответственно.
В честь Ромула и Рема названы спутники астероида (87) Сильвия: Ромул S/2001 (87) и Рем S/2004 (87), открытые в 2001 и 2004 годах.

## Мнения учёных

### История
Сообщения античных авторов об основании Рима долгое время воспринимались некритично: даже в начале Нового времени Ромул считался реальным историческим деятелем. Первые сомнения в надёжности античной традиции появились в XVII веке. В частности, голландский учёный Яков Перизоний обратил внимание на ряд несообразностей у авторов, писавших о царском периоде; он же первым предположил, что эти авторы основывались не на письменных источниках, а на народных латинских сказаниях. Француз Луи де Бофорт в 1738 году опубликовал «Рассуждение о недостоверности пяти первых веков римской истории», в котором поддержал «песенную теорию» и постарался доказать, что достоверное изложение истории Рима до III века до н. э. в принципе невозможно. По его мнению, римские писатели опирались на устные сказания, греческие легенды об основании городов, недостоверные семейные предания, этиологические мифы, а потому их произведения не могут считаться надёжными источниками. Первые книги Ливия Бофор считал противоречащими логике и называл «патриотическими баснями».
Работа Бофора осталась незамеченной в отличие от изданной в 1811 году «Римской истории» Бартольда Нибура. Нибур считал античную традицию, рассказывающую о ранней римской истории, нагромождением фальсификаций и ошибок и старался вычленить подлинное историческое ядро. Он был уверен, что Ромул и Рем никогда в действительности не существовали; рассказы о них — легенда, дожившая до I века до н. э. благодаря народным сказаниям, а историческая эпоха начинается с правления Сервия Туллия (шестого царя согласно традиции). Ещё радикальнее был Альберт Швеглер (вторая половина XIX века), отрицавший существование всех семи царей Рима.
Теодор Моммзен, во многом несогласный с Нибуром, в своей «Истории Рима» не стал останавливаться на проблеме достоверности источников. Он не рассматривает в деталях деятельность Ромула, ограничиваясь констатацией: «…сказание об основании Рима альбанскими выходцами под предводительством альбанских княжеских сыновей Ромула и Рема есть не что иное, как наивная попытка со стороны древней квазиистории объяснить странное возникновение города в столь неудобном месте и вместе с тем связать происхождение Рима с общей метрополией Лациума. История должна прежде всего отбросить такие басни, выдаваемые за настоящую историю, а в действительности принадлежащие к разряду не очень остроумных выдумок». Российский антиковед Иван Нетушил в начале XX века считал, что первым царём Рима был Тулл Гостилий, а Ромул появился в источниках в результате «удвоения» образа Тулла и переноса части сюжетного материала в более глубокую древность; американец Джесс Картер полагал, что легенда об основании Рима содержит информацию, относящуюся только ко времени её формирования (IV—III века до н. э.); итальянец Этторе Паис полностью отрицал достоверность сообщений источников о временах до III века до н. э.
Звучали голоса и противников гиперкритицизма. Так, англичанин Джордж Льюис, отрицая существование «латинских исторических песен», писал, что раннюю римскую историю незачем перекладывать на научный язык: это произведение искусства. Итальянец Гаэтано Де Санктис настаивал на частичной достоверности традиции (в частности, «Истории Рима от основания города» Тита Ливия). По его мнению, в эпоху поздней Республики должны были существовать древние документы, сохранившие информацию о царском периоде и ставшие, наряду с трудами анналистов, важным источником для Ливия, Дионисия и Плутарха. Де Санктис стал основателем умеренно-критического направления, которое господствовало в историографии с начала XX века. После Второй мировой войны в науке росло доверие к традиции, и советский антиковед Сергей Ковалёв даже назвал это серьёзной проблемой. Звучали мнения, что в рассказе об убийстве Амулия нужно видеть сообщение о победе Рима над Альба-Лонгой в борьбе за гегемонию над Лацием и что в VIII веке до н. э. действительно происходил синойкизм латинских и сабинских общин. В то же время археологические исследования показали, что заселение семи холмов над Тибром начиналось не с Палатина.
Современные историки отрицают возможность одномоментного основания Рима в середине VIII века до н. э. Вместо этого, по их мнению, было медленное зарождение города, начавшееся в X—IX веках до н. э. и давшее определённый результат ко временам этрусского владычества — к VI веку до н. э. Большинство современных авторов считает Ромула мифологическим персонажем, но при этом он сохраняет значимость как «культурный герой». Его происхождение от Энея обеспечивает изначальную связь Рима с греческим миром, а принадлежность к царскому дому Альба-Лонги и легенда о похищении сабинянок — связь с древней Италией. С именем Ромула связан ряд этиологических мифов, объясняющих происхождение главных культурных символов Римского государства.

### Мифология
Ромул и Рем взошли на гору,

Холм перед ними был дик и нем.

Ромул сказал: «Здесь будет город».

«Город, как солнце», — ответил Рем.
Ромул сказал: «Волей созвездий

Мы обрели наш древний почёт».

Рем отвечал: «Что было прежде,

Надо забыть, глянем вперёд».
«Здесь будет цирк, — промолвил Ромул, —

Здесь будет дом наш, открытый всем».

«Но надо поставить ближе к дому

Могильные склепы», — ответил Рем.

Н. С. Гумилёв. Основатели
Ромул как мифологический персонаж рассматривается в науке по крайней мере с конца XIX века. Артур Швеглер видел в образе Ромула сплав двух «слоёв предания». С одной стороны, это безличный основатель-эпоним, имя которого образовано от названия города, якобы им основанного; он ведёт строительство, закладывает основы государства, одерживает первые победы и празднует первый триумф. С другой стороны, это герой мифов о боге-отце, волчице-кормилице, раздирании у Козьего болота и вознесении на небо. Два этих «слоя» имеют разное происхождение и возникли в разное время — второй раньше первого. По мнению Швеглера, образ Ромула в мифологии был связан с культом Фавна-Луперка.
Исследователи констатируют существование других эпонимов Рима. Это персонажи греческой мифологии Рома (троянка, спутница Энея) и Ром — сын Одиссея и Кирки, либо сын Итала и Левкарии, либо сын Эматиона, либо сын Аскания. Выдвигалась гипотеза о том, что Ром стал прототипом Рема — изначально единственного основателя Рима, к которому позже добавился брат-близнец с более подходящим для эпонима именем. По мнению Теодора Моммзена, первым из близнецов в римской мифологии появился Ромул, а его брата придумали в IV веке до н. э., чтобы создать в ранней римской истории прообраз консульской власти с двумя её носителями.
В других культурах (в частности, в древнегреческой) существуют сюжеты, у которых есть много общего с историей о Ромуле и Реме. Античные авторы упоминают ряд персонажей, которые были выкормлены животными: Телефа выкормила олениха, Гиппофоонта кобыла, Эгисфа коза, Антилоха какое-то неизвестное животное, Аталанту и Париса медведица, Милета волчица, Эола и Беота корова. Особенно много общего у римских героев с историей про царевну Тиро из Элиды, которая родила от бога Посейдона двух близнецов, Пелия и Нелея, и была вынуждена бросить их на берегу реки. Позже Тиро подвергалась притеснениям со стороны старших членов семьи, но выросшие сыновья её спасли. Учитывая наличие всех этих параллелей, а также тот факт, что Ромул и Рем впервые упоминаются в греческой литературе, многие исследователи предполагают, что легенда в целом имеет греческое происхождение.
С другой стороны, в легенде о Ромуле и Реме различимы общеиталийские мотивы (она схожа с легендами об основателе города Куры и о Цекуле, основателе Пренесте, в ней фигурирует волк — тотемное животное для италиков, покровитель тех, кто ищет новое место для поселения), общие для многих культур проявления «близнечных мифов». Ромул и Рем — враждующие братья (подобно греческим Акрисию и Прету или библейским Каину и Авелю), они тесно связаны с зооморфными мотивами, которые представляют собой древнейший пласт мифа. У многих народов существовал обычай убивать новорождённых близнецов, поскольку рождение близнецов считалось противоестественным и внушало «великий страх»; детей уносили в лес или на берег реки, оставляя там на съедение диким животным. Позже произошло переосмысление: близнецов и их матерей начали считать сакральными существами и связывать с культом плодородия. По этой причине изображения Ромула и Рема римляне поместили под смоковницу.

### Исследования
1. Грабарь-Пассек М. Античные сюжеты и формы в западноевропейской литературе. — М.: Наука, 1966. — 318 с.
2. Иванов В. Близнечные мифы // Мифы народов мира. — 1987. — Т. 1. — С. 173—176.
3. Ковалёв С. История Рима. — М.: Полигон, 2002. — ISBN 5-89173-171-1.
4. Коптев А. Об «этрусской династии» архаического Рима // Античность и средневековье Европы. — 1994. — С. 68—78.
5. Коптев А. Рим и Альба: к проблеме наследования царской власти в архаическом Риме // Проблемы эволюции общественного строя и международных отношений в истории западноевропейской цивилизации. — 1997. — С. 11—30.
6. Межерицкий Я. «Республиканская монархия»: метаморфозы идеологии и политики императора Августа. — М.-Калуга: Издательство КГПУ, 1994. — 442 с.
7. Моммзен Т. История Рима. — Ростов н/Д.: Феникс, 1997. — Т. 1. — 640 с. — ISBN 5-222-00046-X.
8. Немировский А. Идеология и культура раннего Рима. — Воронеж: Издательство Воронежского университета, 1964. — 208 с.
9. Немировский А. История раннего Рима и Италии. — Воронеж: Издательство Воронежского университета, 1962. — 300 с.
10. Неродо Ж.-П[англ.]. Август. — М.: Молодая гвардия, 2003. — 348 с. — ISBN 5-235-02564-4.
11. Нетушил И. Легенда о близнецах Ромуле и Реме // Журнал Министерства народного просвещения. — 1902. — № 339—340. — С. 12—129.
12. Холл Д[фр.]. Словарь сюжетов и символов в искусстве. — М.: Крон-Пресс, 1996. — 656 с. — ISBN 5-232-00326-7.
13. Циркин Ю. Мифы Древнего Рима. — М.: Астрель, АСТ, 2000. — 560 с. — ISBN 5-17-003989-1.
14. Штаерман Е. Римская мифология // Мифы народов мира. — 1988. — Т. 2. — С. 380—384.
15. Штаерман Е. Ромул // Мифы народов мира. — 1988. — Т. 2. — С. 387—388.
16. Энман А. Легенда о римских царях, её происхождение и развитие. — СПб.: Типография Балашева и Ко, 1896.
17. Carter J[англ.]. Romulus, Romos, Remus // Ausführliches Lexikon der griechischen und römischen Mythologie / Roscher W. H.. — 1915. — Bd. IV. — Kol. 164—209.
18. Dolle K. Sabinerinnen // Historische Gestalten der Antike. Rezeption in Literatur, Kunst und Musik / Peter von Möllendorff[нем.], Annette Simonis, Linda Simonis. — Stuttgart/Weimar : Metzler[нем.], 2013. — S. 819—834. — (Der Neue Pauly. Supplemente. Band 8). — ISBN 978-3-476-02468-8.
19. Rosenberg A. Romulus // Paulys Realencyclopädie der classischen Altertumswissenschaft. — 1914. — Bd. I A, 1. — Kol. 1074—1104.
20. Ross Taylor L. The Divinity of the Roman Emperor. — Philadelphia: Porcupine Press, 1975. — 314 p.
21. Ungern-Sternberg J[нем.]. Romulus – Versuche, mit einem Stadtgründer Staat zu machen // Von Romulus zu Augustus. Große Gestalten der römischen Republik / K.-J. Hölkeskamp; E. Stein-Hölkeskamp[нем.]. — München : C.H.Beck, 2000. — S. 37—47.